# L'Adoration des bergers (Le Dominiquin)
Pour les articles homonymes, voir L'Adoration des bergers.
L'Adoration des bergers est un tableau du peintre italien Le Dominiquin réalisé vers 1607-1610. Cette huile sur toile de format vertical est une peinture chrétienne qui représente l'Adoration des bergers en la présence d'anges et au son de la cornemuse. Autrefois à la Dulwich Picture Gallery de Londres, l'œuvre est conservée depuis 1971 à la Galerie nationale d'Écosse, à Édimbourg.